# Regimiento de Guerra Electrónica n.º 31

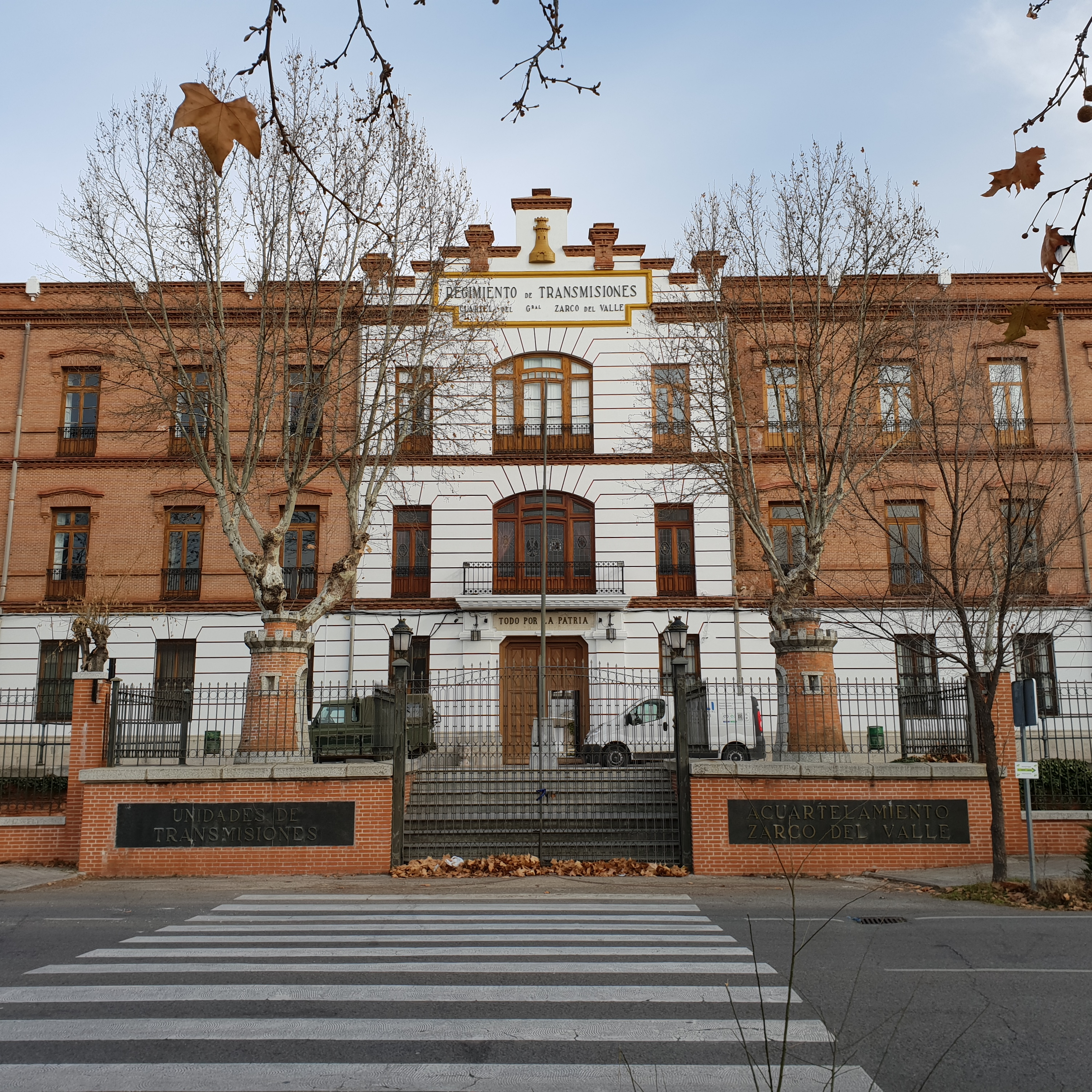
Fachada principal del Acuartelamiento Zarco del Valle, sede del REW N.º 31.

El Regimiento de Guerra Electrónica n.º 31 es una unidad militar del Ejército de Tierra de España encargada del servicio de Guerra Electrónica y Ciberdefensa Táctica entre las unidades del Ejército de Tierra. Actualmente está encuadrado en el Mando de Transmisiones y su situación se encuentra en el acuartelamiento "Zarco del Valle", sita en El Pardo, provincia de Madrid.

## Historia
El origen de las primeras unidades de guerra electrónica en el Ejército de Tierra se remonta a la creación de este tipo de fuerzas dentro del Regimiento de Telégrafos, y sus primeras acciones de guerra se originan durante la Guerra Civil Española, participando una sección de escucha y goniometría de la Compañía de Especialidades del Regimiento de Transmisiones. Ya acabada la guerra, en el año 1960, se crea la primera compañía de guerra electrónica, asignada al Regimiento de Transmisiones, que en 1965 pasará a depender del Batallón de Especialidades, junto con la Compañía de Megafonía y el Palomar Central.
En 1982, y debido al plan META (Plan General de Modernización del Ejército de Tierra) se crea el Batallón de Servicios Especiales, posteriormente siendo cambiado el nombre por el de Batallón de Guerra Electrónica Táctica (BEWT), germen de lo que acabará siendo el Regimiento de Guerra Electrónica actual. Este batallón se encargará de gestionar y operar con el sistema TELEOKA de Guerra Electrónica.
En 1988 el Regimiento de Transmisiones pasa a denominarse Regimiento de Transmisiones Tácticas n.º 21 (RETAC 21), quedando adscrito orgánicamente al Mando de Transmisiones, y el Batallón de Guerra Electrónica Táctico queda integrado a este último regimiento, quedando en esta situación hasta 1996, cuando el RETAC 21 pasa a ser trasladado a  Marines (Valencia) y se crea Regimiento de Guerra Electrónica Táctica n.º 31 (REWT 31), el cual mantendrá su acuartelamiento en la localidad de El Pardo, en Madrid.
En 1999 se le concede al Regimiento la Enseña Nacional en modalidad de Estandarte, siendo entregada por la presidenta del senado de ese momento en calidad de madrina, la señora Esperanza Aguirre.
En 2001 el Regimiento pasa a formar parte de la Brigada de Transmisiones (BRITRANS), y en 2004 pasa a designarse como Regimiento de Guerra Electrónica n.º 31 (REW 31), perdiendo la denominación de Táctico a partir de ese momento y encontrándose hasta nuestros días con esa denominación.
Debido a las diversas adaptaciones orgánicas de estos últimos años la BRITRANS, en enero de 2016, ha vuelto a ser denominado como Mando de Transmisiones (MATRANS), el cual se encuentra actualmente encuadrado dentro de Fuerza Terrestre (FUTER), su órgano superior dentro del Ejército de Tierra.
En la actualidad el sistema TELEOKA está siento sustituido por un nuevo sistema denominado GESTA-DUBHE (Sistema Táctico de Guerra Electrónica), el cual hará que el Regimiento entre en el siglo XXI con un nuevo sistema más avanzado en el campo de la Guerra Electrónica, siendo este sistema capaz de captar, interceptar, escuchar, localizar y perturbar cualquier tipo de señales en las bandas de HF, VHF y SHF para el Ejército de Tierra (GESTA) y en las bandas de HF, VHF y UHF para la Armada Española (DUBHE)..

## Estructura
La estructura orgánica del Regimiento de Guerra Electrónica n.º 31 es la siguiente:
- Mando y Plana Mayor de Mando del Regimiento.

- Batallón de Guerra Electrónica I/31 (BEW I/31).
  - Compañía de Mando y Plana Mayor.
  - Compañía de Transmisiones y Evaluación.
  - Compañía de Comunicaciones (2).
  - Compañía de No Comunicaciones.

- Unidad de Guerra Electrónica II/31 (UEW II/31).
  - Compañía de Mando y Plana Mayor.
  - Compañía de Guerra Electrónica.